# Metaleyrodes oceanica
Metaleyrodes oceanica là một loài côn trùng cánh nửa trong họ Aleyrodidae, phân họ Aleyrodinae.
Metaleyrodes oceanica được Takahashi miêu tả khoa học đầu tiên năm 1939.